# Linda Mackenzie
Linda Mackenzie (Austrália, 14 de dezembro de 1983) é uma nadadora australiana especializada em provas de estilo livre, onde conseguiu ser campeã olímpica em 2008 nos relevos 4x200 metros.

## Carreira desportiva
Nos Jogos Olímpicos de Pequim 2008 ganhou a medalha de ouro nos relevos de 4x200 metros estilo livre, com um tempo de 7:44.31 segundos que foi recorde do mundo, por adiante de Chinesa e Estados Unidos (bronze).